# LR Большой Медведицы
LR Большой Медведицы (лат. LR Ursae Majoris), HD 98851 — одиночная переменная звезда в созвездии Большой Медведицы на расстоянии приблизительно 492 световых лет (около 151 парсека) от Солнца. Видимая звёздная величина звезды — от +7,81m до +7,74m.

## Характеристики
LR Большой Медведицы — жёлто-белая пульсирующая переменная звезда типа Дельты Щита (DSCTC:) спектрального класса F2.